# Hiperalimentación
La hiperalimentación puede considerarse como un trastorno alimenticio. Comer en exceso a veces puede ser un síntoma de trastorno por atracón o bulimia.
Un comedor compulsivo es quien consume alimentos en exceso en relación con la energía que su organismo requiere (o expulsa a través de la excreción), lo que lleva a aumento de peso y, normalmente, a obesidad. Este término también se puede usar para referirse a episodios específicos de sobreconsumo. Por ejemplo, muchas personas comen en exceso durante las festividades o en las vacaciones.
Las personas que sufren de este trastorno dependen de la comida para consolarse a sí mismos cuando están bajo estrés, sufriendo ataques de depresión, y tienen sentimientos de impotencia.
En un sentido más amplio, la hiperalimentación incluye la administración excesiva de alimentos a través de otros medios que no sean de comer, por ejemplo, a través de la nutrición parenteral.

## Tratamiento

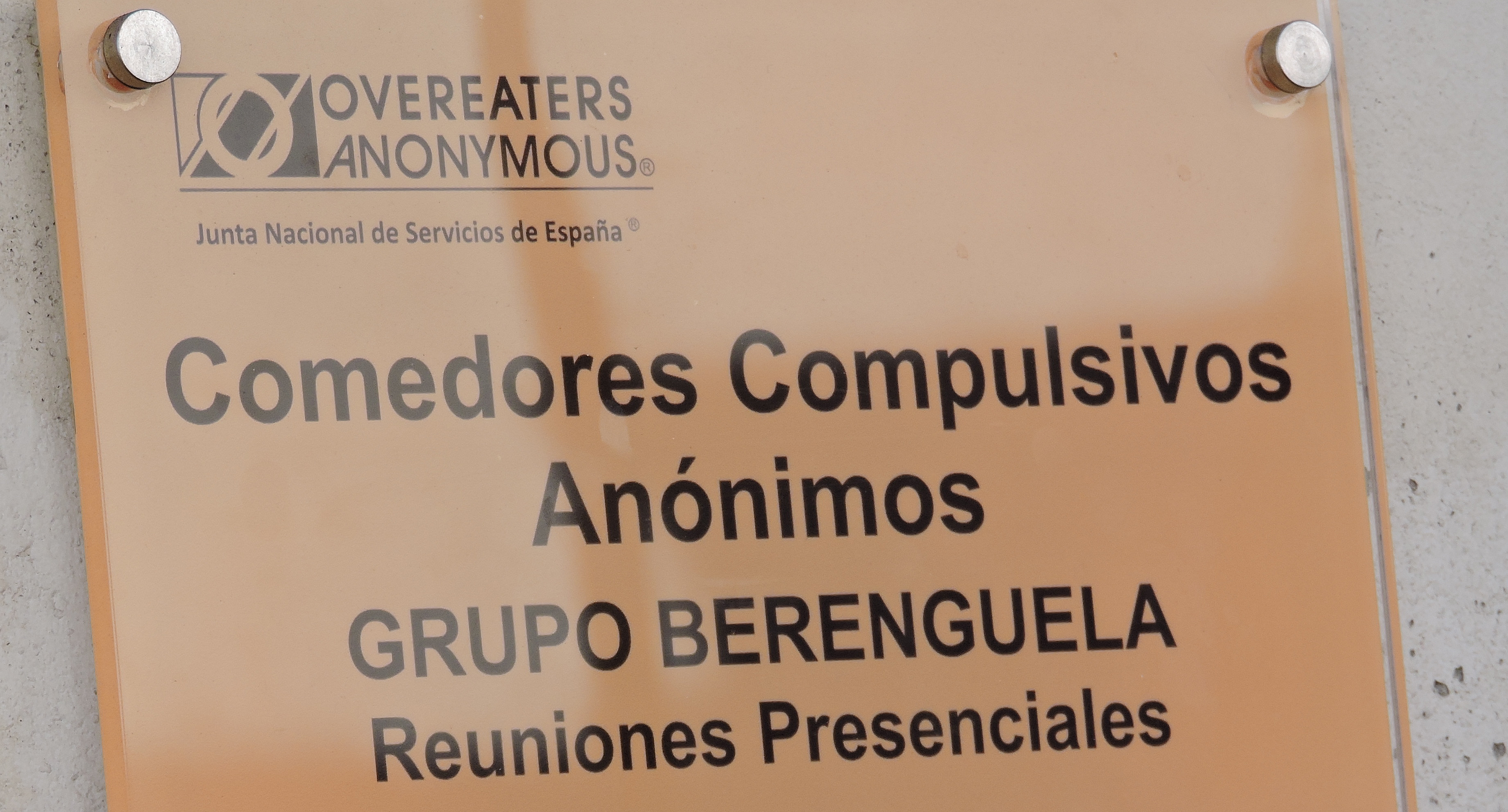
Grupo de Comedores Compulsivos Anónimos en Santiago de Compostela (Galicia)

La terapia cognitivo-conductual, terapia individual y la terapia de grupo son benéficas en ayudar a las personas a mantener un registro de sus hábitos alimenticios y cambiar su forma de enfrentar situaciones difíciles.
Hay varios programas que ayudan a los comedores compulsivos, como Comedores Compulsivos Anónimos o Anónimos Adictos a la Comida en Recuperación (Food Addicts in Recovery Anonymous FA en inglés) entre otros programas. Está bastante claro, gracias a la investigación y varios estudios realizados, que comer en exceso provoca conductas adictivas.
En algunos casos, comer en exceso se ha relacionado con el uso de medicamentos conocidos como agonistas de la dopamina, tales como el pramipexole .